# Ellinoora
Anni Ellinoora Leikas, conosciuta come Ellinoora (Oulu, 26 gennaio 1994), è una cantante finlandese.

## Biografia
Ellinoora ha firmato un contratto con la Warner Music Finland nel 2011, quando aveva 17 anni, per il quale ha dovuto rinunciare alla sua partecipazione a The Voice of Finland. Dopo essersi diplomata nel 2013, si è trasferita ad Helsinki per studiare presso il Conservatorio Pop & Jazz. Nello stesso anno è uscito il suo singolo di debutto Sellainen mies, che è però stato presto rimosso dalle piattaforme digitali per via dell'insoddisfazione della cantante con il risultato.
Il primo singolo ufficiale di Ellinoora, Ei hävittävää (AEIOUAO), è uscito il 27 febbraio 2015, ma è stato con Elefantin paino, uscito nel 2016, che ha ottenuto il suo maggiore successo commerciale, scalando la classifica finlandese e raggiungendo la 2ª posizione. Il suo album di debutto Villi lapsi è stato pubblicato a settembre 2016. Ha debuttato al 2º posto in classifica ed è stato certificato doppio disco di platino con oltre 40 000 unità vendute a livello nazionale. Concluso il ciclo promozionale del primo album, Ellinoora è comparsa in popolari programmi televisivi canori finlandesi, come Anssi Kela ja isot biisit nel 2017 e la nona edizione di Vain elämää nel 2018.
Ad ottobre 2017 è uscito Glitteri, il primo singolo estratto dal secondo album, Vaaleanpunainen vallankumous, pubblicato soltanto ad agosto 2019 dopo la pubblicazione di altri quattro singoli, tutti entrati nella top 20 finlandese (in particolare, Sinä 4ever ha eguagliato il record di Elefantin paino raggiungendo la 2ª posizione). Vaaleanpunainen vallankumous è entrato direttamente in vetta alla classifica degli album ed è stato certificato doppio platino. Agli Emma gaala del 2020, la principale cerimonia di riconoscimenti musicali in Finlandia, Ellinoora è stata insignita del premio per la migliore artista femminile dell'anno.

## Discografia

### Album in studio
- 2016 – Villi lapsi
- 2019 – Vaaleanpunainen vallankumous
- 2021 – Viimeinen romantikko

### Singoli
- 2015 – Ei hävittävää (AEIOUAO)
- 2015 – Minä elän
- 2015 – Carrie
- 2016 – Leijonakuningas
- 2016 – Rakkauden kesä
- 2016 – Elefantin paino
- 2017 – Minä suojelen sinua kaikelta
- 2017 – Glitteri
- 2017 – Maa on niin kaunis (Toivioretkellä)
- 2018 – Nartut
- 2018 – Sininen hetki
- 2018 – Bäng bäng typerä sydän (feat. Eetu)
- 2018 – Funeral Song
- 2018 – Vielä yksi elämä
- 2018 – Aina ku Aira
- 2018 – Autiosaari
- 2018 – Honey
- 2018 – Tällä kadulla
- 2019 – Sinä 4ever
- 2019 – Aatelisii (con i Gasellit)
- 2019 – Veitset
- 2019 – Hiljaisii heeroksii (con Juha Tapio)
- 2020 – Dinosauruksii
- 2021 – Meille käy hyvin
- 2022 – Kaikki tahtoo
- 2022 – Nämä ajat eivät ole meitä varten